# Río Chanchamayo
El río Chanchamayo (del quechua mayu 'río',de etimología controvertida) es un río en la región Junín en Perú. Se origina en el cordillera Huaytapallana donde se nombra Tulumayo. Chanchamayo fluye a lo largo de la ciudad de La Merced que también se llama Chanchamayo. En la confluencia de los ríos Chanchamayo y Paucartambo recibe el nombre río Perené.
- Río Chanchamayo:

- Origen: Nace en Jirón Cáceres  y en la ciudad de San Ramón.
- Longitud: ND
- Principales Afluentes: Discurren sus principales afluentes los ríos Tulumayo y Río Tarma
- Localidades importantes: San Ramón, La Merced, Palca, Chanchamayo, etc.
- Finaliza: Culmina en el Río Perené.

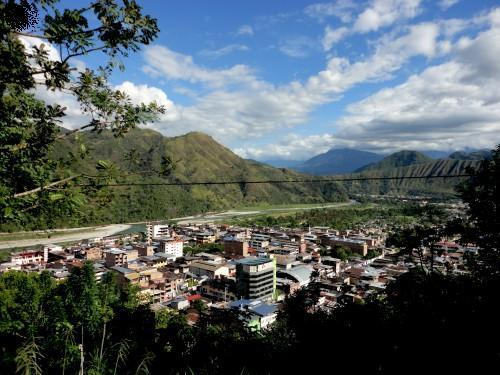
El río Chanchamayo a lo largo del pueblo Chanchamayo o La Merced
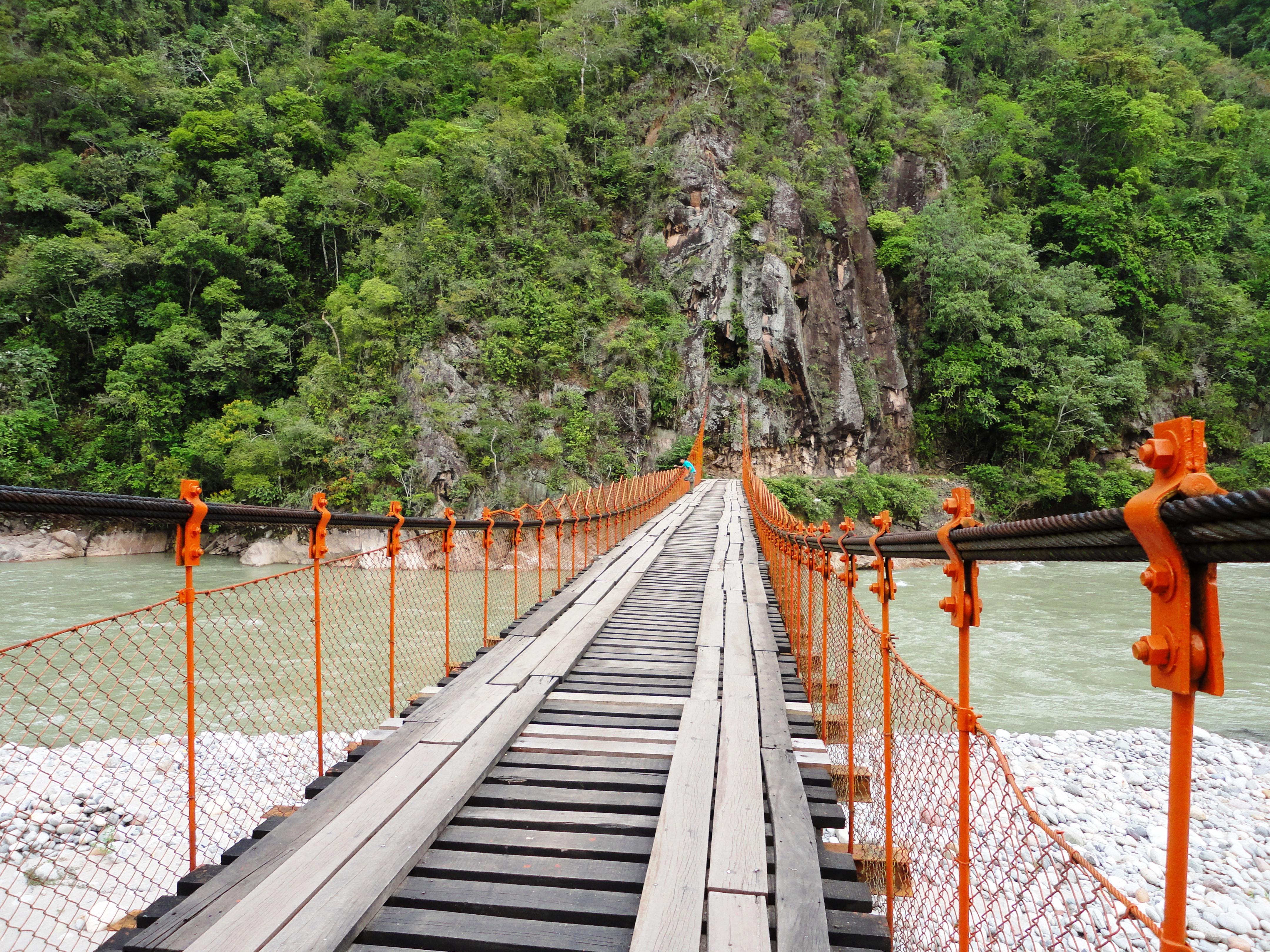
El puente Kimiri a lo largo de Chanchamayo, cerca de Kimiri